# 法 (仏教)
仏教における法（ほう、梵: dharma、巴: dhamma）とは、法則・真理、教法・説法、存在、具体的な存在を構成する要素的存在などのこと。本来は「保持するもの」「支持するもの」の意で、それらの働いてゆくすがたを意味して「秩序」「掟」「法則」「慣習」など様々な事柄を示す。三宝のひとつに数えられる。仏教における法を内法と呼び、それ以外の法を外法と呼ぶ。
ダルマは「たもつ」「支持する」などの意味をもつ動詞 (dhṛ) からつくられた名詞であり、漢訳仏典では音写されて達磨（だつま）、達摩（だつま）、曇摩（どんま）、曇無（どんむ）などとなり、通常は「法」と訳されている。また、「存在」を意味する男性名詞「梵: bhāva」が、玄奘により法(『阿毘達磨倶舎論』)と、真諦により法有(『阿毘達磨倶舎釈論』)と、それぞれ訳されていた。
また、この世に存在する有形・無形のすべての存在を一切法とよび、宗派により様々な教説がなされている。

## インド哲学における「法」
法（dhamma）は、仏教の興起以前のインドで、長い間重要な意味を持っていた。
ヴェーダ時代には、「天則」・「理法」の意味をもつ「リタ」(ṛta)、「法度」を意味する「ヴラタ」(vrata) と併用されている。この「リタ」や「ヴラタ」は天地運行の支配者であり、四季（ṛtu）の循環などをも支配するもので、主に神意を表現する。これに対し「法」は人倫道徳を支配するもので、人間生活を秩序づけると考えられた。そこで「法」が、社会の秩序や家庭の秩序をさし、さらに人間の日課も「法」と言われた。
ウパニシャッド時代に入ると、「法」は最高の真理を意味する。ウパニシャッドではブラーフマン〔＝梵〕やアートマン〔＝我〕などの形而上学的な概念が重要視されたので、この「法」はそれらより低いものと見られた。

## 仏教における「法」
仏教の時代に入ると「法」は非常に重要な言葉・思想・実践となった。「法」をよりどころとし、「法」を規範としての生活こそ仏教者の生活であるという教法は、仏典に多く記述されている（自灯明）。
釈迦の死後、迦葉が収集して開催された第一結集において、アーナンダを中心として法がまとめられた。
仏教信者にとって法は三宝のひとつとして尊ばれ、法を説いた仏や、法を実践して生活する集団である僧とともに重視される。
上記にも述べたように、「法」の概念は仏教では多岐にわたる。ロシアの仏教学者シチェルバツコイ（露：Щербатской, Фёдор Ипполитович、英: Fyodor Shcherbatskoy）は、「法」の語をほぼ二義にまとめている。
1. 「真理」の意味を中心とする一群。仏教の「教義」「教法」「法則」などの意味がある。
2. 「存在」の意味を中心とする一群。「存在するもの」という意味であり、存在の「性質」「徳性」、さらには「具体的な存在」を構成している実体的要素なども含めて考えられる。

### 真理を意味する「法」
法句経５の「実に怨みは怨みによって止むことはない。怨みを捨ててこそ止む。これは万古不易の法である」という時の「万古不易の法」は、変わらない真理の意味の法とされる。
つぎに、仏陀の説いた教えを九部経にまとめるが、これが法と呼ばれている。
また、法は、仏陀がその悟りにおいて見きわめた人生についての真理あるいはその真理を説き明かした仏陀の教説をさして用いる語であり、法（ダルマ）に対する研究をアビダルマ（阿毘達磨）と呼ぶ。
古い経典には「法をみるものは我をみる。我をみるものは法をみる」と説かれる。
釈迦のさとった法は、釈迦のドグマではない。「世間の実相」「世界の真理」であるというのが釈迦がみずからの所信であり、仏教の主張とされる。この「法」(＝真理) とは、縁起の理である。
この真理としての「法」を、具体的な釈迦の教えでいうと、諸行無常・諸法無我・涅槃寂静の三法印といわれる法であり、無明・行・識・名色・六処・触・受・愛・取・有・生・老死の十二縁起の法である。このような「法」は中道をいい、仏陀の説かれた苦・集・滅・道の四諦の法でもある。特に、釈尊の悟った真理の中の真理とも言えるものを、邪法ではないと言う意味で正法（妙法）と言う。
後にこの教法が釈迦没後に結集の結果、経（スートラ）になった。

### 存在を意味する「法」
「一切の法(＝ものごと)は無我である」（諸法無我）と

明らかな智慧をもって観るときに、

ひとは苦から厭い離れる。

これが清浄への道である。
存在としての「法」とは、具体的に「存在している個々のもの」を法という。唯識思想では、現象と本質を区別し、現象を法（Dharma）といい、本質（客観と主観との二元的対立をこえたところに現前する事物の本来的あり方）を法性（Dharmatā）という。
勝義諦（しょうぎたい）とか真諦とかいわれるのは、「真理の立場からみた世界の真相」といわれる。
この「存在現象」としての「法」について、古くは「能持自相、軌生解故」と規定している（『倶舎論宝疏』）。
古い仏典では五蘊の法といわれるものを「法」という。これは無常変転して、常住ではない現象存在である無常法そのものではなく、存在を存在あらしめている「色・受・想・行・識」の構成要素として、特性と特相をもっているものをいう。
また「十二処」という表現もされ、認識の根本となる眼耳鼻舌身意などの感覚器官と、色声香味触法の認識の対境となるものを指す。
このように「法」が存在を意味する場面がある。
後には、形而上的な思惟によって「法」を有為法と無為法とに分けて考えられることになる。「有為法」は無常変転する存在として、それを色法、心法、不相応法などと説き、「無為法」として常住不変の法を説く。部派仏教の説一切有部や、大乗仏教の瑜伽唯識学派などは、この存在としての法を、五位七十五法とか五位百法と詳しく分類した。